# Pleonotoma
Pleonotoma Miers é um género de plantas da família Bignoniaceae que agrupa cerca de 48 espécies de árvores.

## Descrição
São lianas e plantas escandentes, com ramos agudamente tetragonais, com ângulos nervurados, sem campos glandulares interpeciolares. Pseudoestípulas estreitas, frequentemente caducas.
As folhas apresentam lâminas de 3-ternadas ou 2-ternadas, às vezes com gavinhas trífida. Os folíolos são elípticos a elíptico-ovadoss, com 2,1–16 cm de comprimento e 0,8-9,5 cm de largura, ápice agudo a acuminado, geralmente com tricomas simples pelo menos nas axilas e nas nervuras laterais da página inferior. Os pecíolos e peciólulos são fortemente angulados.
A inflorescência é um racemo curto, com pedicelos longos, geralmente terminal, maioritariamente glabra. As flores são amarelas, com cálice cupular, truncado, 5–9 mm de comprimento, corola tubular-infundibuliforme, com 6,4–10 cm de comprimento. O tubo é glabro por fora, com lobos lepidoto-glandulares e puberulentos. As tecas são divaricadas, o ovário é linear-oblongo, com 4 mm de comprimento, lepidoto, com disco anular-pulvinado.
O fruto é uma cápsula linear a linear-oblonga, 15–30 cm de comprimento e 1,7-2,7 cm de largura, aguda em ambas extremidades, um pouco comprimida, lepidota, superfície ligeiramente rugosa, escura quando seca. As sementes têm 1,1-1,5 cm de comprimento e 3–5 cm de largura, com coloração acastanhada.

## Taxonomia
O género foi descrito por John Miers e publicado em Proceedings of the Royal Horticultural Society of London 3: 184. 1863. A espécie-tipo é Pleonotoma jasminifolia (Kunth) Miers.
O género Pleonotoma inclui, entre outras, as seguintes espécies:
| - Pleonotoma albiflora - Pleonotoma auriculatum - Pleonotoma bracteata - Pleonotoma brittoni | - Pleonotoma castelnaei - Pleonotoma chondrogona - Pleonotoma clematis - Pleonotoma decomposita |